# Porta (Pireneje Wschodnie)
Porta – miejscowość i gmina we Francji, w regionie Oksytania, w departamencie Pireneje Wschodnie.
Według danych na rok 1990 gminę zamieszkiwało 71 osób, a gęstość zaludnienia wynosiła 1 osób/km² (wśród 1545 gmin Langwedocji-Roussillon Porta plasuje się na 830. miejscu pod względem liczby ludności, natomiast pod względem powierzchni na miejscu 19.). 

## Zabytki
Zabytki na terenie gminy posiadające status monument historique:
- zamek Carol (Château de Carol)
- wiadukt (Viaduc de Porta)